# Атанас Божилов
Атанас Иванов Божилов е деец на Българската комунистическа партия.

## Биография
Роден е на 12 октомври 1880 година в неврокопското село Гайтаниново, тогава в Османската империя. Семейството му емигрира в Свободна България и се установява в София. Атанас завършва основно образование и работи като железар. В 1902 година започва работа във Военния арсенал и 24 години е от главните майстори там. В 1906 година става член на Българската работническа социалдемократическа партия (тесни социалисти). След войните продължава да подкрепя дейността на Комунистическата партия. В 1930 година в къщата му на улица „Враня“ № 62 (по-късно № 48) е създадена нелегална печатница. В нея са отпечанани осем броя на „Работнически вестник“, три броя на „Червено знаме“ и много позиви на Централния комитет на БКП и Българския комунистически младежки съюз. На 26 юли 1931 година печатницата е разкрита. Божилов става негален и се крие няколко месеца. Заловен е от турски граничари при опит да премине границата, предаден е на българските власти и осъден. Умира на 27 август 1937 година, няколко месеца след освобождаването си.